# Curia Cornelia

Forum Romanum voor Julius Caesar

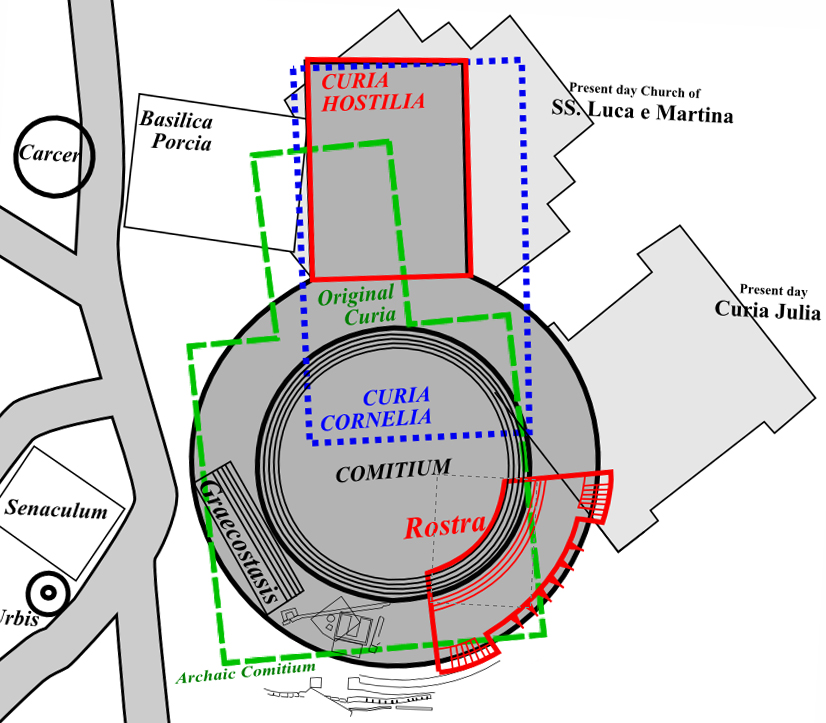
Oorspronkelijke Curia, groen, Curia Hostilia, rood en Curia Cornelia, blauw.

De Curia Cornelia was de plaats waar de Romeinse Senaat bijeenkwam in de periode tussen 52 v.Chr. en 44 v.Chr. 
De Curia was een plaats waar de Romeinse Senaat bijeenkwam en bevond zich binnen het Forum Romanum.
In 80 v.Chr. besloot Lucius Cornelius Sulla de bestaande Curia Hostilia uit te breiden omdat het aantal senatoren in de Romeinse Republiek aanzienlijk was toegenomen. Hij sloopte het oorspronkelijke gebouw samen met een deel van het nabijgelegen Comitium. Het nieuwe gebouw van de Curie behield de naam Hostilia.
De nieuwe curie werd vernietigd tijdens de schermutselingen die volgden op de begrafenis van Publius Clodius Pulcher in 52 v.Chr. De zoon van de beroemde dictator, Faustus Cornelius Sulla herbouwde het senaatsgebouw en kreeg het ter ere van hem de naam Curia Cornelia.
Julius Caesar reorganiseerde het Forum Romanum en ontmantelde de Curia Cornelia. Het nieuw gebouw, ontworpen door Tullus Hostilius kreeg de naam Curia Julia.